# Graphelmis securipes
Graphelmis securipes là một loài bọ cánh cứng trong họ Elmidae. Loài này được Ciampor & Kodada miêu tả khoa học năm 2004.